# Локица Стефановић
Лепосава Локица Стефановић (Београд, 31. март 1946) српска је архитекта, балерина, кореограф и педагог.

## Биографија
Рођена је 31. марта 1946. године у Београду. Класични балет дипломирала је у балетској школи Лујо Давичо. Дипломирала је и архитектуру на Архитектонском факултету у Београду. Усавршавала се у Њујорку (American Dance Center), код Елвина Ејлија. Велику популарност у Југославији стекла је са плесном групом „Локице“, током седамдесетих и осамдесетих година 20. века. Група „Локице“ наступала је у телевизијском серијалу „Седам плус седам“. Кореографије за наступе осмишљавала је Локица Стефановић. Локице су биле и пратећа плесна група Здравка Чолића. Као кореограф, Локица Стефановић радила је не само за телевизију, него и за позориште, а била је ангажована и за велике манифестације, попут затварања Зимских Олимпијских Игара у Сарајеву. Шест година је на Трећем каналу Радио телевизије Србије водила емисију о здравом начину живота. Радила је и као професор сценског покрета на Академији лепих уметности (данас Факултет савремених уметности) у Београду. Написала је књиге „Паметно тело“ и „Паметно тело заувек“ са саветима за вежбање.